# 조석 가속

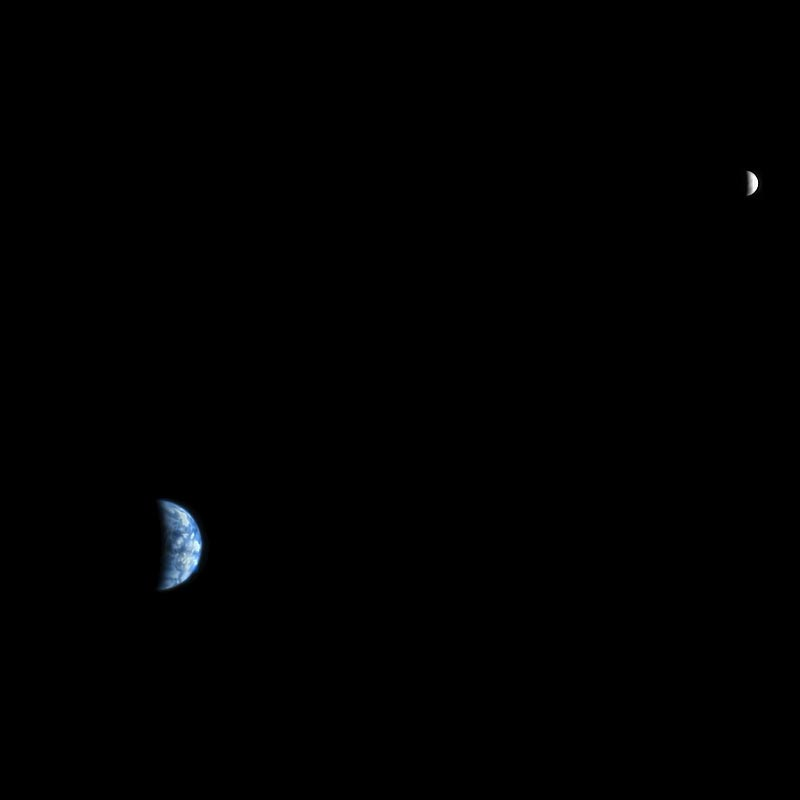
화성에서 찍은 지구와 달의 사진이다. 지구의 자전 속도는 달의 영향을 받아 100년 동안 약 2 밀리초가량 느려진다.

조석 가속(潮汐 加速, 영어: Tidal acceleration)은 위성과 행성 간 기조력의 영향으로 발생하는 현상으로, 상대적으로 작은 천체가 순행 운동을 할 때나 작은 천체의 공전 주기가 큰 천체의 자전 주기보다 길 때, 천천히 큰 천체의 자전 속도가 줄어들고 작은 천체는 큰 천체로부터 멀어지게 된다. 최종적으로는 작은 천체가 먼저 조석 고정되고, 나중에는 큰 천체가 조석 고정된다. 이러한 현상이 가장 잘 밝혀진 대표적인 천체는 지구와 달이다.
정 반대의 과정인 조석 감속(潮汐 減速, 영어: Tidal deceleration)은 작은 천체의 공전 주기가 큰 천체의 자전 주기보다 빠르거나, 역행 운동을 할 때 발생한다.

## 지구와 달

### 가속도의 발견
1695년 에드먼드 핼리는 고대의 일식 기록과 비교해 달의 운동이 점차 빨라지고 있다고 최초로 주장했지만, 아무 데이터도 제시하지 않았다(무엇이 지구의 자전 속도를 늦추는지는 핼리가 살던 시기에는 알려지지 않았었다. 일정한 시간 단위가 아닌 태양시로 측정하면, 가속도는 양수가 된다). 1749년 리처드 던손은 고대의 기록을 검토하여 핼리의 주장을 확인했고, 이 효과를 최초로 정량적으로 추산했다. 추산된 값은 달의 경도를 기준으로 10" (각초) 정도로 추산되었고, 이 값은 매우 정확하며 이후의 값과 크게 다르지 않다. 예를 들어, 1786년 드 랑드는 이 값을 10"에서 13" 사이로 추산했다.
피에르시몽 라플라스는 1786년에 달의 운동 속도가 지구 궤도의 이심률 변화에 따른 섭동의 결과로써 가속된다는 이론적 분석을 만들어냈다. 라플라스의 초기 계산 결과는 모든 효과를 설명해냈고, 따라서 과거와 현대의 관측 결과를 깔끔하게 묶어 내었다.
하지만 1854년 존 쿠치 애덤스가 라플라스의 계산에서 오류를 찾아내어 의문점은 다시 생겨났다. 라플라스의 기준으로는 현재 달의 가속도 중 절반만을 이심률 변화로 설명할 수 있었다. 애덤스의 결과는 향후 몇 년간 천문학계에서 날카로운 논쟁을 불러일으켰다. 그러나 결과의 정확성은 찰스-유진 델 로니를 포함한 다른 수학자들에 의해 인정되었고 결국 받아들여졌다. 이 문제는 달의 움직임을 정확히 분석하는 데 달려 있었고, 추가적인 발견과 함께 추가적인 문제점이 생겨나고 있었다. 같은 시기에, 이론을 다시 검사하던 중 거의 무시할 수 있는 수준의 효과가 발견되었고(금성의 영향이라고 추정된다), 달과의 장기 섭동을 계산한 결과에 오류가 있었다는 것이 밝혀졌다. 해답 중 일부는 1860년대 들로니와 윌리엄 페렐이 각자 독립적으로 주장했다. 주장한 이론은, 지구의 회전비와 조석 지체 효과가 하루의 길이를 연장시켰고 달을 가속시켰다는 것이다.
천문학회가 이 효과의 규모를 받아들이기까지는 오랜 시간이 걸렸다. 그러나 결국 태양시로 측정하면 세 개의 효과가 작용한다는 것이 명확해졌다. 지구의 이심률 변화에는 두 개의 조석 효과가 존재한다. 첫째로, 달의 궤도 운동이 지연됨에 따라 지구와 달 사이에서 각운동량이 교환된다. 이로 인해 지구 주위를 도는 달의 각운동량은 증가된다(달의 공전 궤도를 높이고, 공전 속도를 줄인다). 둘째로, (태양시로 측정했을 경우) 달의 공전에 대한 가속도는 명백히 증가되고 있다. 이 효과들이 작용하며 지구의 각운동량을 손실시키며, 하루의 길이를 늘린다.

바닷물이 부풀은 부분(조석 벌지)가 어떻게 지구의 자전에 의해 밀려나가는지 보여주는 지구와 달의 도표. 부푼 부분은 지구의 자전을 느리게 하면서 증폭되어 달에 토크를 가한다.

### 달의 중력에 의한 영향
달의 질량은 지구에 비해 상당히 큰 편에 속하기 때문에(1:81), 두 천체는 이중 행성계로 간주되기도 한다. 하지만 달이 지구 주위를 도는 궤도는 지구가 태양 주위를 도는 궤도(황도)에 가깝기 때문에 달의 궤도는 지구의 적도에 가깝고, 이는 일반적인 위성과 비슷하다. 달의 질량이 상당히 크고 지구로부터 상당히 가깝기 때문에, 조석 효과를 일으키기에 충분히 가까우며, 특히 바다의 물은 달 쪽으로 멀리 끌려간다. 평균적인 조석 효과는 달의 공전과 일치하게 되며, 지구는 자전하며 조석 효과를 받게 된다. 하지만 이 때 지구가 자전하기 때문에 달의 위치보다 조금 앞에 있는 부분이 끌어당겨지는 효과가 발생한다. 결과적으로 지구의 중심과 달의 중심을 지나는 가상의 선 주변에서 달 쪽으로 끌려가는 물질은 상당한 질량을 지니게 되며, 이 작용에 의해 지구와 달 사이의 중력 중심은 가상의 선과 직교하게 된다. 즉, 지구와 달 사이에는 돌림힘이 발생하나, 지구의 자전각운동량이 감소함에 지구의 자전속도가 느려지고, 달의 공전각운동량은 증가함에 따라 공전궤도가 멀어지고, 공전속도 및 공전각속도는 느려진다. (하지만 지구의 자전속도의 감소량이 달의 공전속도 감소량보다 더 크기 때문에 지구의 자전속도는 달의 공전속도에 수렴한다.)
이 과정은 결과적으로 1 태양일(86400초)이 원자 시계로 잰 국제단위계보다 몇 초씩 느려지게 만들고 있다(국제단위계의 1초는 처음 단위를 만들 때는 태양일보다 약간 짧았었다). 이 작은 차이가 매일 축척되면, 일반적인 시간(세계시)이 국제원자시나 역표시와 차이가 커진다. 이 때문에 때때로 윤초가 삽입된다.
추가로, 파도가 이리저리 몰아치며 지구에 조석 가속을 추가적으로 일으키지만, 가열 정도로 환산하면 이 효과는 전체 효과의 4%만을 차지한다.
다른 효과를 무시한다면, 지구의 자전 주기와 달의 공전 주기가 일치할 때까지 조석 가속은 계속된다. 만약 일치할 때까지 가속이 계속됐을 경우, 지구는 명왕성계처럼 항상 달을 향해 조석 고정될 것이다. 하지만 지구의 자전이 느려지는 효과는 자전 주기를 한 달 정도로 늦출 정도까지 크지는 못하다. 지금으로부터 약 21억 년 후, 태양에서 오는 방사선이 증가해 지구의 바다는 모두 증발될 것으로 추측되고 있고,이 때 조력 효과에 의한 마찰력이나 가속도의 대부분이 사라진다. 이러한 효과를 고려하지 않다고 하더라도, 지구의 자전 주기를 한 달 정도로 늦추는 과정은 45억 년 후에도 여전히 끝나지 않은 상태일 것이고, 이 때는 태양이 적색거성으로 변해 지구와 달을 모두 파괴하리라 추측된다.
조석 가속은 시간이 지날수록 효과가 커지고 정기적인 효과가 아닌 "영년 섭동"이라고 불리는 태양계의 몇 역학들 중 하나이다. 여러 행성들과 소행성들의 중력 교란은 여러 천체들의 궤도에 주기적으로 영향을 끼친다. 즉, 매개 변수는 최솟값과 최댓값 사이에서 요동치게 된다. 조석 효과는 무제한의 방정식 차항을 일으킨다. 천체력의 기초인 행성 궤도에 대한 수학적 이론은 이차항 이상의 식을 가지지만, 이 수들은 대부분 테일러 급수이고 매우 긴 주기를 가지고 있다. 조석 가속 효과가 다른 중력 교란 효과와 다른 이유는, 조석 가속 효과에서 마찰은 필수 요소이고, 따라서 열의 형태로 에너지가 손실되게 된다. 다시 말하자면, 해밀턴계는 여기에 존재하지 않는다.

### 각운동량과 에너지
달과 지구의 조석 부풀음 현상 사이에 작용하는 중력 토크는 지구의 자전 속도가 지속적으로 느려지게 하고, 달의 궤도를 지속적으로 더 높은 궤도로 올라가게 한다. 고립계 속에서는 일련의 물리적 과정을 통해서, 에너지와 각운동량은 보존된다. 에너지와 각운동량은 지구의 회전에서 달의 궤도 운동으로 효과적으로 전해진다(그러나 많은 에너지(-3.321 TW)는 지구의 지각과 바다의 상호작용 과정에서 마찰에 의해 열로 변하고, 오직 30분의 1(+0.121 TW)만 달로 보내진다). 달은 지구로부터 점점 멀이지고 있고(+38.247±0.004 밀리미터/년), 따라서 달의 (지구의 중력 우물을 기준으로 한) 위치 에너지는 증가한다. 달은 궤도에 남아 있고, 케플러의 제3법칙에 의해 각속도가 감소하기 때문에 달의 조수 작용은 각속도 감속의 원인이 된다. 즉 달이 지구를 공전하는 데 걸리는 시간은 음의 값으로 가속(-25.858±0.003 "/세기2)되고 있다. 따라서 달의 속도는 감속된다. 그러나 운동 에너지가 감소하며, 위치 에너지가 증가하게 된다.
지구의 자전 각운동량이 감소함에 따라 결과적으로 1일의 길이가 늘어난다. 지구에서 달에 의해 발생되는 "그물" 효과는 지구가 빠르게 자전하여 달을 끌어당김으로서 생긴다. 조석 마찰은 부푼 부분을 달의 앞쪽에 유지시키기 위해서 필요하고, 지구의 회전력을 달의 운동 에너지로 바꿀 때 열로써 과량의 에너지를 소비한다. 만약 마찰로 인한 열 손실이 없다면, 부푼 부분은 빠르게(이틀 이내로) 달의 위치와 같아지고, 달은 더 이상 후퇴하지 않을 것이다. 열의 손실은 대부분 브리튼 제도의 유러피안 대륙붕이나 아르헨티나의 파타고니안 대륙붕, 베링해와 같은 얕은 바다의 난류 하부 경계층에서 발생한다.
조석 마찰로 인한 에너지 손실은 평균 3.75 테라와트이고, 그 중 2.5테라와트가 주요 구성 요소인 달에서 오고, 나머지가 달과 태양에서 동시에 온다.
"평형 조석 팽창"은 지구에서는 대륙이 방해하기 때문에 잘 존재하지 못한다. 실제로 바다의 조수 작용은 조석력이 존재하지 않는 여러 무조점 주위의 환류와 해양 분지를 중심으로 회전한다. 지구가 회전할 때 달은 부푼 부분을 개별적으로 끌어당긴다—다른 부분들은 달의 뒤에 있을 때, 일부 부분은 달보다 앞서 있다. 반면 다른 부분들은 양쪽에 있다. "벌지"(부푼 부분)는 실제로 달이(또는 달을) 잡아당기기 위해 존재하고, 전 세계의 바다에 존재하는 부푼 부분들의 최종 결과이다. 지구의 평형 조석 팽창 부분은 약 3.23 cm의 진폭을 갖고 있고, 이는 몇 미터 정도로 솟아오르는 파도가 압도해 버린다.

### 역사적 증거
바다가 처음 지구에 형성된 이후 이 작용은 계속해서 일어나고 있기 때문에, 과거에 지구가 더 빠르게 자전하였고 달이 지구에 더 가까웠다는 것을 보여주는 지질학적, 생물학적 증거가 남아 있다. 조수 간만의 차가 심한 강어귀에서는 모래와 갯벌이 층 모양으로 번갈아 나타나 조석 윤회층이 생겨난다. 계절의 변화 같은 흔적들은 침전물 속에서 찾을 수 있다. 이 지질학적 기록들은 6억 2000만 년 전에는 지구의 하루가 21.9±0.4시간이었고, 1년 동안 초승달은 13.1±0.1번 떴었으며, 1년은 400±7일이었다고 나타낸다. 과거와 현재 달이 지구로부터 후퇴하고 있는 속도의 평균은 1년당 2.17±0.31 cm이고, 현재 속도의 약 절반이다.

### 지구와 달 사이의 영향에 대한 정량적인 설명
달의 움직임은 달 레이저 거리 측정실험 장치에 의해 몇 센티미터 정도의 정밀도로 알 수 있다. 지구에서 1969~1972년 아폴로 계획과 1973년 루노호트 2호 탐사선이 달에 설치한 거울에 레이저 광선을 쏘면, 거울에서 반사되어 지구로 다시 돌아오는데, 이 때 레이저 광선이 돌아오는 시간을 측정하여 거리를 계산할 수 있다. 측정할 시간을 운동량 방정식에 대입하여 계산하면 달의 가속 정도나 달의 궤도 반장축 변화율을 얻어낼 수 있다. 1970년부터 2012년까지의 측정에서는 다음과 같은 결과가 나왔다.
황도를 기준으로 한 궤도 변화량: −25.82±0.03 각초/세기2
지구와 달의 거리: +38.08±0.04 mm/년
이 결과는 지구의 중력장을 연구하기 위해 유사한 기술을 적용한 위성 레이저 거리측정(Satellite laser ranging, SLR)에서 얻어진 결과와 일치한다. 조석 가속 이론은 달의 움직임의 변화를 정확하게 예측하고 있다.
과거의 일식 기록을 통해 그 당시 달의 위치를 아주 정밀하게 추정할 수 있으며, 이 경우에도 위의 결과와 일치하는 결과가 얻어진다.
조석 가속 현상은 지구의 자전 속도를 늦춘다. 지구의 자전은 여러 가지 요인 때문에 다소 불규칙한 편이다. 하루에 몇 밀리초 정도를 늦추는 작은 조석 효과를 단기간에 관찰할 수는 없지만, 지구의 자전에 준 영향이 몇 세기 동안 누적되면 안정된 시각 체계(역표시, 국제원자시)에 표시될 정도로 켜진다. 과거의 특정 시점 후에서부터, 지구의 자전으로 측정되는 시간(세계시)는 안정된 시간(역표시)보다 더 많은 시간이 지나 있다. 이는 ΔT라고 불린다. ΔT의 최근 값들은 국제 지구 자전 연구소에서 얻을 수 있다. 이 값은 지난 몇 세기 동안 하루의 길이가 얼마인지 알아내는 곳에도 사용할 수 있다.
달의 궤도 계산값에서, 자전 속도 변화량을 알아낼 수 있다:
+2.3 밀리초/세기
그러나, 지난 2700년간의 평균값은 다음과 같은 값을 보여준다:
+1.70 ± 0.05 밀리초/세기
해당 누적값은 T2(세기당 시간의 제곱) 계수를 갖는 포물선이다:
ΔT = +31 초/세기2
지구의 조석 감속을 막는 작용은 사실상 지구의 자전 속도를 가속시키는 작용이 된다. 지구는 구가 아니지만, 타원체의 극 지방은 평평하다. 위성 레이저 거리측정 실험은 이 평탄한 정도가 감소하고 있음을 보여주었다. 이 현상을 설명하는 이론은 빙하기 당시 무거운 얼음들이 극지방으로 몰려들었고, 아래쪽의 얼음이 눌러져 압착되었다고 주장한다. 얼음은 만 년 전부터 사라지기 시작했지만, 지구의 지각은 아직도 정역학적 평형을 이루지 못했다(완화 시간은 약 4000년 정도로 추산된다). 결과적으로, 극지방의 지름은 증가하지만 적도 지방의 지름이 감소하며 질량과 밀도가 그대로 유지되기 때문에 부피는 변하지 않는다. 결과적으로 지구의 질량 중심은 지구의 자전축에 가까워지도록 움직인다. 하지만 총 각운동량은 자전 속도가 증가하는 와중에도 같게 유지되기 때문에 이는 지구의 관성 모멘트가 줄어든다는 것을 나타낸다. 이는 피겨 스케이팅 선수가 팔을 몸 쪽으로 붙이는 속도보다 몸을 돌리는 속도가 더 빠르면 나타나는, 꽤 잘 알려진 현상이다. 관성 모멘트의 변화량으로부터 회전 증가량을 계산할 수 있다. 역사 시대 동안의 평균 값은 아마도 −0.6 밀리초/세기였을 것이다. 이 값은 주로 역사적으로 기록된 내용들을 설명할 수 있다.

## 조석 가속의 다른 경우
행성의 위성은 어느 정도 조석 가속 현상이 일어나지만, 대부분은 수십억 년이 지나도 위성에 별 영향이 없을 정도로 영향이 작다. 이러한 효과가 가장 큰 위성은 화성의 위성인 데이모스인데, 데이모스는 화성을 탈출한 후 지구 근방 소행성이 될 것으로 예상되고 있다.
쌍성에서도 같은 현상이 일어나기도 한다.

## 조석 감속
세 가지 경우 중 하나가 된다.
- 빠른 위성: 목성형 행성의 안쪽 위성과 포보스의 궤도는 동기 궤도 범위에 있고, 따라서 공전 주기는 모행성의 자전 주기보다 짧다. 즉, 그 위성들은 행성 자체가 자전하는 것보다 더 빨리 행성 주위를 돌게 되어, 행성이 자신보다 앞서가는 위성을 잡아당기고, 위성을 감속시킨다. 위성의 궤도는 붕괴되고, 행성을 향해 나선형으로 떨어지게 된다. 결과적으로, 위성은 행성과 충돌하거나 로슈 한계에 도달하여 산산조각난다. 행성의 자전 주기는 살짝 빨라진다. 그러나 태양계에서 이러한 과정을 일으키는 위성의 크기는 기본적으로 매우 작고, 따라서 효과도 별로 크지 않기 때문에 위성의 궤도는 느리게 붕괴된다. 해당되는 위성은 다음과 같다.
  - 화성: 포보스
  - 목성: 메티스, 아드라스테아
  - 토성: 해당하는 위성은 없지만 고리 입자들은 영향을 받는다. 토성은 목성처럼 빠르게 자전하지만 가까운 거리에 위성이 없다.
  - 천왕성: 코델리아, 오펠리아, 비앙카, 크레시다, 데스데모나, 줄리엣, 포르티아, 로살린드, 큐피드, 벨린다, 페르디타
  - 해왕성: 나이아드, 탈라사, 데스피나, 갈라테아, 라리사

- 한 가설에서는 태양이 적색 거성으로 변한 후, 위성들의 자전 속도가 느려져 나머지 행성들의 조석 감속을 초래할 것이라고 추측한다.[28][29]

- 역행 위성: 역행 위성은 모행성의 자전 방향과 반대 방향으로 공전하는 위성을 말하며, 표면이 중력에 의해 휘어졌다가 복원력이 생기며 조석 감속 효과가 생긴다. 빠른 위성과 다른 점은, 행성의 자전 주기는 빨라지지 않고 역으로 느려진다는 것이다. 이러한 경우에는 행성의 자전 속도와 위성의 공전 속도의 부호가 반대이기 때문에 각운동량은 보존된다. 이 효과가 무시할 수 없을 만큼 큰 위성은 태양계에서는 트리톤밖에 없으며, 다른 역행 위성은 모행성에서 아주 멀리 떨어져 있기 때문에 감속 효과는 아주 작다.
  - 금성에 만약 위성이 있었다면 감속 효과 때문에 이미 없어졌으리라 추정되고 있는데, 금성은 자전을 아주 느리게 하는 데 더해, 자전 방향이 다른 행성과 반대 방향이기 때문이다.

## 같이 보기
- 기조력
- 조석
- 조석 가열
- 조석 고정